# Josef Kuba
Josef Kuba (18. února 1890 Třebíč – 29. dubna 1944 Dachau) byl český kožešník a interbrigadista.

## Biografie
Josef Kuba se narodil v Zámostí v Třebíči, vyučil se ve Vídni kožešníkem a následně začal pracovat na Slovensku. Tam pracoval i ve třicátých letech 20. století. V roce 1936 odjel bojovat do španělské občanské války; měl tam dorazit již na Vánoce téhož roku. Dne 3. března roku 1937 už působil na frontě v Jaramě v Žižkově rotě jako kulometčík. V téže rotě bojoval i Leopold Pokorný.
Po návratu ze španělské občanské války žil v Třebíči u svých rodičů. Po začátku druhé světové války byl zatčen gestapem a zemřel v roce 1944 v koncentračním táboru Dachau.
Jeho osudy se zabýval Stanislav Motl v knize Peklo pod španělským nebem, následně i natočil stejnojmenný dokumentární film.